# Staggia Senese
Staggia Senese est une frazione de la commune de Poggibonsi dans la province de Sienne de la région Toscane.